# Ned Vizzini

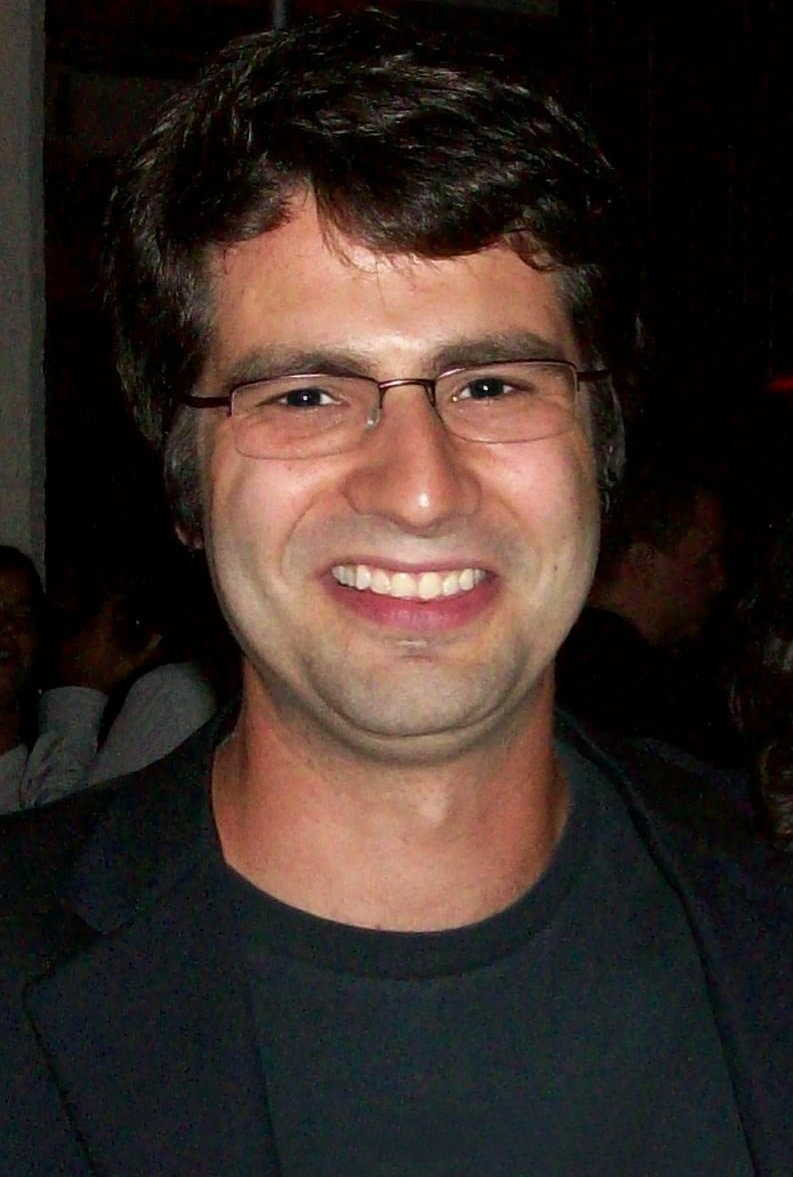
Ned Vizzini

Edison Price (Ned) Vizzini (New York, 4 april 1981 – Brooklyn, 19 december 2013) was een Amerikaans schrijver. Hij is de auteur van vier boeken voor jongvolwassenen, maar schreef ook voor kranten en televisie. Vizzini brak al op jonge leeftijd door; hij was nog geen twintig jaar oud toen zijn eerste roman verscheen.
Vizzini leed aan zware, terugkerende depressies en bracht als twintiger enige tijd door op de psychiatrische afdeling van een ziekenhuis. Zijn ervaringen schreef hij op in de autobiografische roman It's kind of a funny story. Het verhaal werd verfilmd met Keir Gilchrist, Zach Galifianakis en Emma Roberts in de hoofdrol. Vizzini bezocht regelmatig middelbare scholen om te pleiten voor meer openheid over stress, depressie en angststoornissen onder jongeren.
Vizzini was getrouwd met schrijfster Sabra Embury. Het koppel woonde met hun zoontje in Los Angeles, waar Vizzini werkte als screenwriter voor onder meer MTV's Teen Wolf en ABC's Last Resort. Vizzini pleegde zelfmoord op 32-jarige leeftijd in zijn ouderlijk huis in Brooklyn, New York.
- Bibsys: 10080698
- Bibliothèque nationale de France: cb150891228 (data)
- Catàleg d'autoritats de noms i títols de Catalunya: 981058526413906706
- Gemeinsame Normdatei: 132069032
- International Standard Name Identifier: 0000 0001 1449 4337
- Library of Congress Control Number: n00035946
- Nationale Bibliotheek van Tsjechië: xx0184580
- Nationale bibliotheek van Australië: 54499432
- Nationale Bibliotheek van Israël: 987007298639305171
- Nederlandse Thesaurus van Auteursnamen: 288405668
- Istituto Centrale per il Catalogo Unico: RAVV429604
- Système universitaire de documentation: 191750921
- Trove: 1544277
- Virtual International Authority File: 79558451
- WorldCat: E39PBJhH4ttxFppr9q3cq9Vgrq